# 联合国区域集团

非洲组
亚太组
东欧组
拉美加勒比组
西欧及其他组
非联合国会员国领土

联合国区域集团，或稱联合国地区组，是对联合国会员国的一种非官方划分標準，根据地缘政治将会员国划分成五个地区组。这是一种联合国职位分配的非正式方式。在联合国框架下的不同场合，地区组可能掌握联合国相关职位的选举，在地域代表性的基础之上进行分配，或协调组内会员国的实质方针，在投票和谈判时协调共同观点。
从联合国初创到1966年时期，五个地区组分别是：英聯邦、東歐和亞洲、拉丁美洲、中東、西歐。1966年由于世界政治形势的变化（包括英帝国解体）和各地区成员国数量的增减（特别是亚、非、拉地区殖民地独立生成的新会员国），五个地区组改为：亞洲、东欧、非洲、拉美和加勒比、西欧及其他国家（包括部分不在西歐的英聯邦王国）。2011年“亞洲”改称“亚太”。（美國自願選擇不參加任何地區組，但是西歐組的觀察員，在組内無投票權但有提名權。）
因此，今天的五个地区组分别是：
- 西欧和其他国家组（WEOG），共有28个会员国和一个观察员会员国；
- 东欧组，共有23个会员国；
- 拉丁美洲和加勒比国家组（GRULAC），共有33个会员国；
- 亚洲-太平洋组，共有53个会员国；
- 非洲组，共有54个会员国。

## 地区组的功能
除了让国际利益相关的国家互相联络、讨论和协调它们在联合国的投票和其他活动，地区组的主要功能是用于在各国之间分配联合国组织和领导职位的名额。按照惯例，联合国安全理事会的非常任理事国名额在各地区组之间有一定的配额。其他组织，例如联合国经济及社会理事会以及联合国人权理事会的理事国配额也有既定的配额。联合国大会主席的位置则在各地区组之间按照10年周期轮替（由于现行惯例是10年内每组获得两年主席任期，实际是按五年周期轮替）。
以下图表列出各组成员数和相应配额：
| 地区组     | 成员数 | 占成员国总数% | 安理会常任理事国 | 安理会非常任理事国 | 经社理事会理事国 | 人权理事会理事国 | 联大主席年次 |
| ---------- | ------ | ------------- | ---------------- | ------------------ | ---------------- | ---------------- | ------------ |
| 非洲       | 54     | 28            | 0                | 3                  | 14               | 13               | 4、9         |
| 亚太       | 53     | 27            | 1                | 2                  | 11               | 13               | 1、6         |
| 东欧       | 23     | 12            | 1                | 1                  | 6                | 6                | 2、7         |
| 拉美加勒比 | 33     | 17            | 0                | 2                  | 10               | 8                | 3、8         |
| 西欧及其他 | 29     | 15            | 3                | 2                  | 13               | 7                | 0、5         |
| 无地区组   | 1      | 1             | -                | -                  | -                | -                | -            |
| 总数       | 193    | 100           | 5                | 10                 | 54               | 47               | 全部年次     |

| 安理会                                                              | 联合国大会 |
| ------------------------------------------------------------------- | ---------- |
|                                                                     |            |
| 非洲组 亚太组 东欧组 拉美加勒比 (GRULAC) 西欧及其他 (WEOG) 无地区组 |            |

注：以上图表将美国算作西欧及其他组，其他特殊国家按照投票时参与的地区组划分。

## 各地区组的成员

### 西欧和其他国家组
常任成员国： 安道尔， ， 奥地利， 比利时， 加拿大， 丹麦， 芬兰， 法國， 德国， 希腊， 冰島， 愛爾蘭， 義大利， 列支敦斯登， 盧森堡， 馬爾他， 摩納哥， 荷蘭， 新西兰， 挪威， 葡萄牙， 圣马力诺， 西班牙， 瑞典， 瑞士， 土耳其， 英国。
非常任成员国： 以色列（“永久性续任的临时性全额成员”）。
观察员： 美国（有提名权但无投票权）。

### 东欧组
常任成员国： 阿尔巴尼亚， 亞美尼亞， ， 白俄羅斯， ， 保加利亚， ， 捷克， 爱沙尼亚， 格鲁吉亚， 匈牙利， 拉脫維亞， 立陶宛， 摩尔多瓦， 蒙特內哥羅， 北馬其頓， 波蘭， 羅馬尼亞， 俄羅斯， 塞爾維亞， 斯洛伐克， 斯洛維尼亞， 乌克兰。

### 拉丁美洲和加勒比国家组
常任成员国： 安地卡及巴布達， 阿根廷， 巴哈马， ， ， 玻利维亚， 巴西， 智利， 哥伦比亚， ， 古巴， ， ， ， 薩爾瓦多， 格瑞那達， ， ， 海地， ， 牙买加， 墨西哥， 尼加拉瓜， 巴拿马， 巴拉圭， 秘魯， 圣基茨和尼维斯， 圣卢西亚， ， 苏里南， 千里達及托巴哥， 乌拉圭， 委內瑞拉。

### 亚洲-太平洋组
常任成员国： 阿富汗， 巴林， ， 不丹， ， 柬埔寨， 中华人民共和国， 賽普勒斯， ， 斐济， 印度， 印度尼西亞， 伊朗， 伊拉克， 日本， 约旦， ， 科威特， ， ， 黎巴嫩， 马来西亚， 馬爾地夫， 马绍尔群岛， 密克羅尼西亞聯邦， 蒙古国， 緬甸， 瑙鲁， 尼泊尔， 阿曼， 巴基斯坦， 帛琉， ， 菲律賓， ， ， 萨摩亚， 沙烏地阿拉伯， 新加坡， 所罗门群岛， 斯里蘭卡， 叙利亚， ， 泰國， 东帝汶， ， ， ， 阿联酋， ， ， 越南， 葉門。

### 非洲组
常任成员国： 阿尔及利亚、 安哥拉、 、 、 布吉納法索、 、 、 喀麦隆、 中非、 、 、 刚果民主共和国、 、 埃及、 赤道几内亚、 、 、 衣索比亞、 加彭、 、 、 几内亚、 、 、 、 賴索托、 利比里亚、 利比亞、 马达加斯加、 马拉维、 、 毛里塔尼亚、 模里西斯、 摩洛哥、 莫桑比克、 纳米比亚、 尼日尔、 奈及利亞、 刚果共和国、 卢旺达、 聖多美和普林西比、 塞内加尔、 塞舌尔、 、 、 南非、 南蘇丹、 苏丹、 坦桑尼亚、 多哥、 突尼西亞、 乌干达、 尚比亞和 辛巴威。

## 特殊国家

### 美国
美国不是任何一个地区组的成员，但是美国作为观察员参加西欧及其他国家组的会议，并在投票相关的事宜上作为该地区组的一名成员。

### 以色列
以色列不是任何一个联合国地区组的成员，因此，在联合国的各个机构和活动组织中不具有被选举权。虽然在地理位置上，以色列应当属于亚太组，但由于地区关系紧张而无法加入亚太组。2000年，以色列被提名临时性加入（需要续约）西欧及其他国家组在联合国纽约总部的活动，以使其在联合国各个机构的选举中具有候选人资格。2004年以色列通过永久续约，获得了西欧和其他国家组全额成员的资格。

### 基里巴斯
基里巴斯（西太平洋共和国），地理上应属亚太组，但因该国拥有变更日线权利，此前该国对于应加入哪个国家集团迟未决断，最终经磋商，2024年同意加入亚太组。

### 土耳其
地处欧亚交接处的土耳其地理上可同时参加亚太组和西欧与其他国家组，但在投票相关的事宜上，只作为西欧及其他国家组的成员。

## 新地区组提议

### 大洋洲组
2000年，瑙鲁政府（目前是亚太组成员）呼吁建立一个新的集团，以满足大洋洲国家的需要。瑙鲁构想中该组应该包括瑙鲁、澳大利亚、新西兰（后两国目前是西欧及其他国家组的成员）以及其他太平洋国家。

## 批评
对地区组制度的主要批评是会员国在投票时受到必须和所在区域集团的大多数保持一致的压力。对于存在政治分歧的国家而言，这将削弱其在许多国际事务中的谈判立场，并且无法被选举为联合国的关键领导职位。